# Fors, Deux-Sèvres

Fors este o comună în departamentul Deux-Sèvres, Franța. În 2009 avea o populație de 1,673 de locuitori.